# Stadion Energa Gdańsk

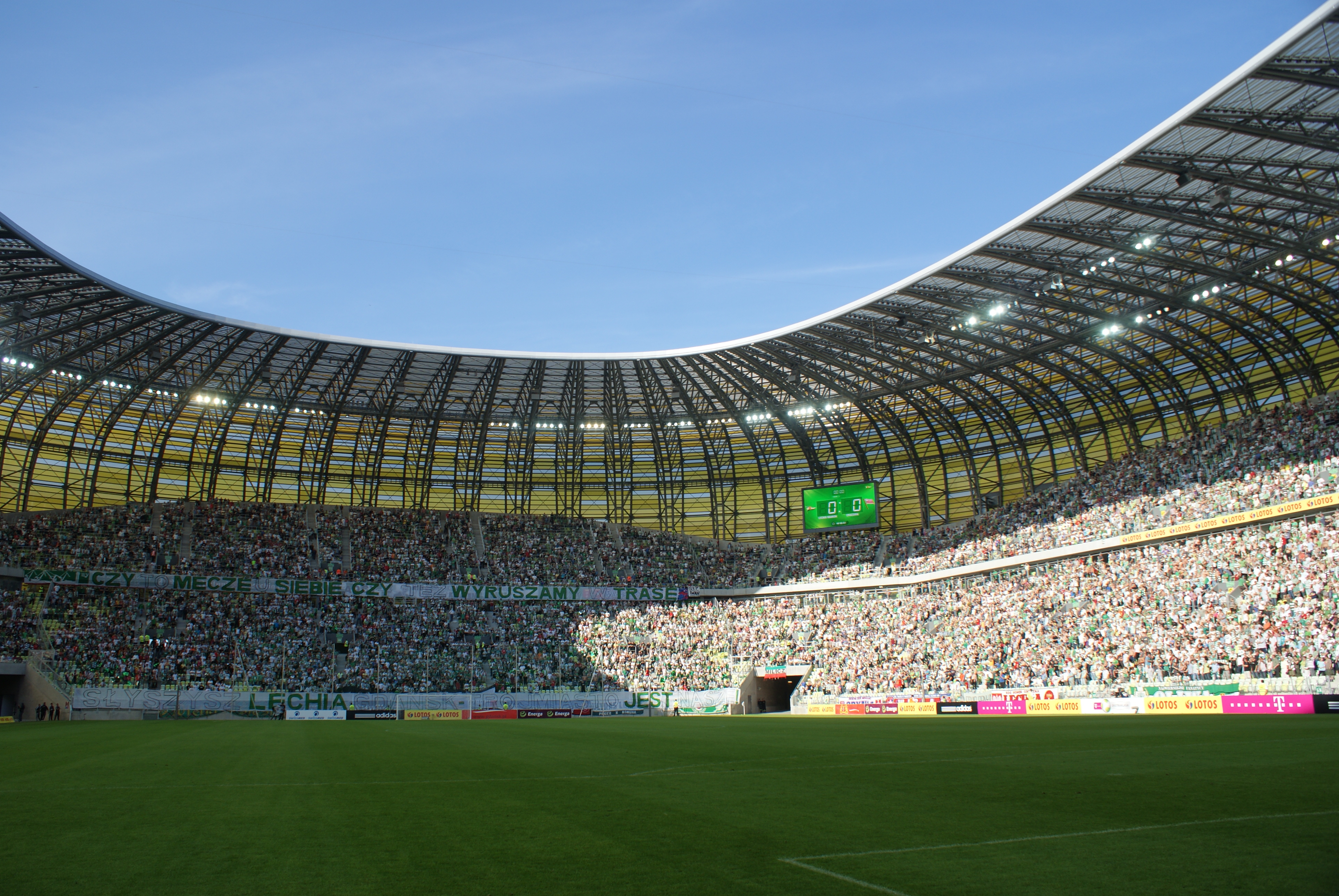
Interior del PGE Arena Gdańsk.

L'Stadion Energa Gdańsk, anteriorment PGE Arena Gdańsk, és un estadi de futbol de Gdańsk, Polònia, construït expressament per al Campionat d'Europa de futbol 2012. L'exterior de l'estadi està dissenyat en aparença d'ambre, producte tradicional extret de les costes bàltiques, pel qual la ciutat de Gdańsk és coneguda. La construcció va començar oficialment el 2008 i va ser finalitzada el 2011, i està destinat sobretot per a partits de futbol per a l'equip local de Lechia Gdańsk. Té una capacitat de 41.000 espectadors, es considera un dels estadis de futbol de Polònia més grans.

## Característiques
Es troba al barri de Letnica (Gdańsk), i va rebre la catalogació d'Estadi 5 estrelles de la UEFA en finalitzar-ne la construcció, que estava prevista per al 2010 però que va allargar fins al 2011.
El disseny original simula el color de l'ambre, i ha estat obra de l'Estudi Rhode-Kellermann-Wawrowsky de Düsseldorf, autor també del Veltins-Arena i de l'AWD-Arena, amb un cost total fou de 623 milions de złoty (uns 150 milions d'euros).
El nom original de l'estadi era Arena Bàltica, però a finals del 2009 va sotmetre's a un concurs de patrocini comercial, que el va guanyar la companyia energètica Polska Grupa Energetyczna (PGE), per això l'estadi s'anomenà a partir d'aleshores PGE Arena Gdańsk. El contracte, amb vigor fins al 2014, suposarà uns ingressos de 8,5 milions de €.